# Anthony DiNozzo
Anthony "Tony" D. DiNozzo Jr. er en fiktiv person i tv-serien NCIS, portrætteret af den amerikanske skuespiller Michael Weatherly.
Anthony DiNozzo kommer fra en velhavende familie fra Long Island, New York. Han er enebarn, men er blevet afskåret fra sin families formue. Hans mor er født Paddington og døde da Tony var 8. Tony arbejder på NCIS's hovedkontor i Washington, som agent.
Tony har et nærmest far/søn forhold til Leroy Jethro Gibbs, men det er mest den hårde kærlighed, som Tony får. Gibbs har det med at smaske Tony en flad hånd i nakken en gang imellem (men på en kærlig måde). Gibbs har bl.a. sagt "Min søn Tony", "Tony er uundværlig" og "han er den bedste unge agent, jeg nogensinde har arbejdet sammen med". Gibbs er desuden et stort forbillede for Tony, og Gibbs stoler meget på Tonys evner. I starten af sæson 4 får Tony ledelsen af Gibbs og bliver teamleder, selvom det kun holder i kort tid.